# Аларкон, Уильямс
Уильямс Э́ктор Аларко́н Сепе́да (исп. Williams Héctor Alarcón Cepeda; род. 29 ноября 2000 или 20 ноября 2000, Кончали, Сантьяго или Сантьяго) — чилийский футболист, полузащитник клуба «Уракан» и сборной Чили.

## Клубная карьера
Аларкон — воспитанник клуба «Коло-Коло», сын футболиста Уильямса Аларкона Фахардо. 2 декабря 2018 года в матче против «Универсидад де Консепсьон» он дебютировал в чилийской Примере. В 2019 году Уильямс помог клубу завоевать Кубок Чили. Летом 2021 года Аларкон на правах аренды перешёл в «Унион Ла-Калера». 25 сентября в матче против «О’Хиггинс» он дебютировал за новую команду. 1 ноября в поединке против «Мелипилья» Уильямс забил свой первый гол за «Унион Ла-Калера». По окончании аренды клуб выкупил трансфер игрока. В начале 2023 года Аларкон на правах аренды перешёл в испанскую «Ибицу». 5 февраля в матче против «Луго» он дебютировал в Сегунде. По окончании аренды игрок вернулся в «Унион Ла-Калера».

## Международная карьера
В 2022 году в товарищеском матче против сборной Марокко Аларкон дебютировал за сборную Чили.

## Достижения
Клубные
 «Коло-Коло»
- Обладатель Суперкубка Чили — 2019